# 恩戈洛布古
恩戈洛布古（法語：N'Golobougou），是馬里的城鎮，位於該國西部，由庫利科羅區的迪瓦拉省負責管轄，面積471平方公里，海拔高度318米，2009年人口15,789，人口密度每平方公里33.51人。